# Qui a tué le chevalier ?
Pour plus de détails, voir Fiche technique et Distribution.
Qui a tué le chevalier ? (Uncovered) est un film anglo-hispano-français réalisé par Jim McBride en 1994. Il s'inspire du roman d'Arturo Pérez-Reverte Le Tableau du maître flamand (1990).

## Synopsis
Julia, restauratrice d'œuvres d'art à Madrid, travaille sur un tableau du XVe siècle représentant deux personnages médiévaux jouant aux échecs. Une expertise révèle, sous la peinture, une phrase en latin pouvant se traduire par « Qui a pris le cavalier » ou « Qui a tué le chevalier ». Avec l'aide d'un antiquaire, d'un joueur d'échecs et d'un historien, son ancien ami, Julia tente de déchiffrer l'énigme du tableau. Pure devinette de spécialistes ? Non, car un mystérieux inconnu reprend la partie d'échecs du tableau de façon bien macabre : les proches de Julia, transformés en pièces du jeu, sont assassinés les uns après les autres…

## Fiche technique
- Titre original : Uncovered
- Musique : Philippe Sarde
- Image : Affonso Beato
- Montage : Éva Gárdos
- Distribution des rôles : Celestia Fox
- Création des décors : Hugo Luczyc-Wyhowski
- Création des costumes : Tracy Tynan
- Société de production : CiBy 2000
- Pays :  Royaume-Uni,  Espagne,  France
- Durée : 112 minutes
- Dates de sortie :
  -  France : mai 1994 (Marché du film de Cannes)
  -  Allemagne : 5 janvier 1995

## Distribution
- Kate Beckinsale : Julia
- John Wood : Cesar
- Sinead Cusack : Menchu
- Paudge Behan : Domenec
- Peter Wingfield : Max
- Michael Gough : Don Manuel
- Art Malik :  Alvaro
- Helen McCrory : Lola

## Autour du film
- Qui a tué le chevalier ? fut tourné du 2 août au 27 septembre 1993[1] à Barcelone (Espagne)[2]